# ژاک اوکس
ژاک اوکس (انگلیسی: Jacques Ochs; ۱۸ فوریهٔ ۱۸۸۳ – ۳ آوریل ۱۹۷۱) شمشیرباز اهل بلژیک بود.